# Katja Wirth
Pour les articles homonymes, voir Wirth.
Katja Wirth, née le 2 avril 1980, est une skieuse alpine autrichienne.

## Biographie
Katja Wirth concourt à ses premières compétitions officielles de la FIS lors de la saison 1995-1996. En 1997, une rupture du ligament croisé antérieur la laisse éloignée des pistes provisoirement. Elle participe à sa première course de Coupe du monde en janvier 2000, au slalom géant de Maribor. Trois ans plus tard,elle monte sur son premier et unique podium en Coupe du monde en terminant deuxième de la descente d'Innsbruck. Elle a remporté le plus de succès en Coupe d'Europe, gagnant le classement du super G en 2002 et 2006 et celui de la descente en 2003.
En décembre 2007, elle décide de prendre sa retraite sportive.
Son frère Patrick est aussi un ancien skieur alpin de haut niveau.

## Palmarès

### Championnats du monde
| Épreuve / Édition | Bormio 2005 |
| Descente          | Abandon     |

### Coupe du monde
- Meilleur classement général : 31e en 2005.
- 1 podium en carrière.

### Coupe d'Europe
- 3e du classement général en 2002
- 10 victoires.